# 山口祥義
山口 祥義（やまぐち よしのり、1965年〈昭和40年〉7月1日 - ）は、日本の政治家、総務官僚。佐賀県知事（公選第18・19・20代）。無所属。

## 概要
佐賀県出身の両親をもち、父親の転勤により埼玉県で幼少期を過ごす（本籍地は佐賀県杵島郡白石町）。父は航空自衛官であり、山口が生まれた当時は航空自衛隊入間基地に勤務していた。ラ・サール高等学校卒業。1989年（平成元年）3月、東京大学法学部卒業 。同年4月、自治省（現:総務省）に入省。
自治省では本省勤務の他、秋田県、鳥取県、消防庁、内閣官房、長崎県への出向も経験した。2011年（平成23年）より総務省地域力創造グループ過疎対策室長。同年10月、東京大学大学院総合文化研究科客員教授に着任。官民交流により2013年（平成25年）4月からJTB総合研究所へ出向。2014年（平成26年）5月よりラグビーワールドカップ2019組織委員会事務総長特別補佐を併任。

### 佐賀県知事
2014年（平成26年）11月25日、佐賀県の古川康知事が第47回衆議院議員総選挙に出馬するため任期途中で辞職、同年12月15日、古川知事の辞職に伴う佐賀県知事選挙に立候補する意向を表明し、総務省に対し辞表を提出した。
2015年（平成27年）1月11日に行われた佐賀県知事選挙に、佐賀県農業協同組合（JAさが）や自由民主党所属の衆議院議員今村雅弘と地方議員の約半数、佐賀市長秀島敏行、多久市長横尾俊彦ら地元の保守層だけでなく、連合佐賀や、民主党、社民党の県連など保革幅広い支援を受けて無所属で出馬した。
自由民主党本部・公明党が前武雄市の樋渡啓祐市長を推薦する一方、県内国会議員の一人と地方議員の半数が山口を応援する分裂選挙となったが、約4万票差で樋渡を破り、1月14日に佐賀県選挙管理委員会から当選の告示がなされ、同日から佐賀県知事となった。就任後の記者会見で、古川前知事が容認姿勢を示していた陸上自衛隊の新型輸送機オスプレイの佐賀空港への受け入れについて、古川前知事の方針を継承せず白紙に戻した上で、佐賀空港への配備計画の内容や住民への影響を再検証した上で判断する考えを表明した。
2018年12月16日執行の佐賀県知事選挙では自由民主党、公明党推薦を受け、約85%の得票で共産党候補に圧勝して再選を果たす。
2022年12月18日執行の佐賀県知事選挙で約90%の得票で3選。

## 政策・人物
- 元喫煙者である[16]。
- 佐賀県出身の江頭2:50と生年月日が同じ。
- 鹿児島県の塩田康一知事は、高校・大学の同級生である[17]。
- 佐賀県選出の立憲民主党所属の国会議員・大串博志も、大学の同級生で、2015年の知事選で応援を受けた[18][19]。
- 2021年4月24日、毎日新聞は新型コロナウイルスの感染拡大に伴い、佐賀県内イベントの中止が相次ぐ中、山口知事の後援会が5月13日に佐賀市で約900人規模の政治資金パーティーを開く準備を進めていることが分かったと伝えた。当日は日本フェンシング協会の太田雄貴会長がリモート講演する「セミナー形式」といい、感染予防策を講じて飲食物は提供しない。これについては「知事にも事情があるだろう。参加する」と理解を示す意見や「近く選挙を控えているわけでなく県民の理解は得られない」などの意見も伝えられた[20]。4月27日、山口知事の後援会は、「新型コロナウイルスの現状を踏まえた」として政治資金パーティーの延期を決めた[21]。
- 2021年6月21日、LGBTなど性的少数者のカップルが婚姻に相当する関係にあると認める「佐賀県パートナーシップ宣誓制度」を同年8月中をめどに導入すると発表[22]。同制度は8月27日に開始された[23]。
- 2025年3月10日、第13期中央教育審議会の委員に任命される（任期は2年間）

## 年譜
- 1989年3月 - 東京大学法学部卒業
  - 4月 - 自治省（現:総務省）入省
  - 7月 - 秋田県地方課
- 1990年7月 - 自治大臣官房情報管理官付
- 1992年4月 - 自治省行政局選挙部選挙課
- 1994年4月 - 鳥取県観光物産課長
- 1996年8月 - 鳥取県財政課長
- 1997年9月 - 消防庁救急救助課課長補佐
- 1998年4月 - 内閣官房内閣安全保障・危機管理室参事官補
- 2000年4月 - 自治省財政局公営企業第2課・準公営企業室課長補佐
- 2001年4月 - 総務省自治税務局固定資産税課課長補佐
- 2003年8月 - 消防庁総務課課長補佐・理事官
- 2005年4月 - 鳥取県商工労働部長
- 2007年4月 - 内閣府政策統括官付跡地利用企画官
- 2008年4月 - 内閣府沖縄振興局総務課跡地利用促進室長
  - 7月 - 消防庁広域応援対策官・救急企画官
- 2009年4月 - 長崎県総務部長
- 2011年4月 - 総務省地域力創造グループ過疎対策室長
  - 10月 - 東京大学大学院総合文化研究科客員教授
- 2013年4月 - JTB総合研究所地域振興ディレクター
- 2014年6月 - 公益財団法人ラグビーワールドカップ2019組織委員会事務総長特別補佐
  - 12月15日 - 退官
- 2015年1月11日 - 佐賀県知事選挙に無所属で出馬し、当選
  - 1月14日 - 佐賀県知事に就任
- 2018年12月16日 - 佐賀県知事選挙に自由民主党、公明党の推薦を受け出馬し、再選

## 著書
- 図解わかりやすい固定資産税（2003年、ぎょうせい）ISBN 978-4324070970